# Hugo Lapointe
Pour les articles homonymes, voir Lapointe.
 (mars 2020).
Si vous disposez d'ouvrages ou d'articles de référence ou si vous connaissez des sites web de qualité traitant du thème abordé ici, merci de compléter l'article en donnant les références utiles à sa vérifiabilité et en les liant à la section « Notes et références ».
Hugo Lapointe (né le 13 février 1977) est un auteur-compositeur-interprète et frère du chanteur Éric Lapointe, il s'est surtout fait connaître par les chansons Célibataire et Malheureux.

## Biographie
Dès l'âge de 10 ans, Hugo Lapointe joue de la batterie. Il délaissera subtilement l'instrument pour s'adonner à la guitare.
Il entame des études au Collège Lionel-Groulx pour s’explorer et débute les bars.
En 1997, il commence à jouer les mercredis soir au Studio de Terrebonne. Il s'y produit durant plusieurs années. Parallèlement, il travaille dans un magasin de disques.
À l'été 2003, il participe à la comédie musicale The Running Shoes à Lanaudière.
En 2004, il lance son premier album Célibataire, qui obtient un franc succès. Il lance son deuxième album, La Trentaine, qui connait un succès moindre, en 2007, puis son troisième album, Hugo Lapointe, en 2010. Sur cet album, il a fait appel, pour la première fois, à certaines personnes de l’extérieur pour l'écriture de la moitié des chansons. Ainsi, des artistes tels que Daniel Lavoie, Daniel Boucher, Lynda Lemay, Luc De Larochellière fournissent à Lapointe des textes et des musiques.

## Albums
- 2004 : Célibataire
- 2007 : La Trentaine
- 2010 : Hugo Lapointe